# Божићна песма (документарни филм)
Божићна песма је југословенски документарни филм из 1995. године. Режирао га је Никола Лоренцин, а сценарио је написао Драган Ускоковић по књизи Јове Јовановића Змаја „Чика Јова српској деци“.